# 廖居素
廖居素，五代十国南唐官员，將樂人。
他在昇元、保大之時为官。為人堅正，不為當权者所喜。在校書郎二十年，才升任为大理司直。後主李煜嗣位，升任为瓊林光慶使、檢校太保判三司。当时，羣臣充位、保富貴。廖居素慷慨劝諫，但是後主没有采纳。于是閉門绝食，穿着朝服衣冠，投井中而死。留下大字：「吾之死，不忍見國破而主辱也。」徐鍇做文章悼念，比他为屈原、伍員。